# Жозе Гонсалвіш
Жозе Жуліу Гоміш Гонсалвіш (порт. José Júlio Gomes Gonçalves, нар. 17 вересня 1985, Лісабон, Португалія) — португальський футболіст, що грав на позиції захисника.
Виступав, зокрема, за клуби «Гартс» та «Нью-Інгленд Революшн», а також молодіжну збірну Португалії.
Чемпіон Швейцарії. Володар Кубка Швейцарії. 

## Клубна кар'єра
Народився 17 вересня 1985 року в місті Лісабон у сім'ї кабовердійців. У віці двох років переїхав до Швейцарії. Вихованець футбольної школи швейцарського клубу «Івердон Спорт».
Перший контракт у  дорослому футболі підписав 2002 року з клубом «Базель». 
Згодом з 2004 по 2006 рік грав у складі команд «Вінтертур», «Венеція» та «Тун».
2006 року підписав контракт з литовським ФБК «Каунас», проте відразу відправився в оренду до шотландського «Гартс». Після двох років оренди підписав повноцінний контракт на два роки.
Протягом 2008—2013 років захищав кольори клубів «Нюрнберг», «Санкт-Галлен» та «Сьйон».
2013 року уклав контракт з клубом «Нью-Інгленд Революшн», у складі якого провів наступні три роки своєї кар'єри гравця. Більшість часу, проведеного у складі «Нью-Інгленд Революшн», був основним гравцем захисту команди.
Протягом 2017—2018 років захищав кольори клубу «Норт-Іст Юнайтед».
Завершив ігрову кар'єру у команді «Цюрих-2», за яку виступав протягом 2019—2021 років.

## Виступи за збірну
Протягом 2006–2007 років залучався до складу молодіжної збірної Португалії. На молодіжному рівні зіграв у 7 офіційних матчах.

## Титули і досягнення
- Чемпіон Швейцарії (1):

«Базель»: 2003—2004
- Володар Кубка Швейцарії (1):

«Базель»: 2002—2003